# Scolopocryptops piauhiensis
Scolopocryptops piauhiensis är en mångfotingart som beskrevs av Chagas 2004. Scolopocryptops piauhiensis ingår i släktet Scolopocryptops och familjen Scolopocryptopidae. Inga underarter finns listade i Catalogue of Life.